# 리튬 덴드라이트
리튬 덴드라이트(lithium dendrite)는 리튬 이온 전지를 사용할 때 생기는 나뭇가지 모양의 결정이다. 다른 말로는 수지상 결정이라고도 하며, 나뭇가지 모양의 결정인 금속 덴드라이트는 금속이 녹아 있는 용액에서 금속 핵이 생긴 다음 사방으로 가지를 뻗으며 자란다. 전지의 양극에 뿌리를 두고 무작위로 자라나며 너무 크게 자라면 양극과 음극을 분리하는 전극 사이의 디바이더를 뚫고 단락을 일으킨다. 내부 단락이 일어난 전지는 기전력을 잃는다. 리튬 덴드라이트가 일어나면 전지를 가로질러 흐르는 전류가 급격히 증가하여 발생한 줄 열로 화재의 원인이 되기도 한다. 리튬이온 배터리가 상용화되기 전, 배터리의 가장 큰 문제로 꼽혔었다.